# Pachyphytum
Pachyphytum là một chi thực vật mọng nước trong họ Crassulaceae bản địa Mexico, sống ở độ cao 600 tới 1.500 mét. Tên chi xuất phát từ tiếng Hy Lạp cổ đại pachys (=dày) và phyton (=thực vật), vì hình dạng lá của chúng.

## Một số loài
| - Pachyphytum bracteosum - Pachyphytum brevifolium - Pachyphytum caesium - Pachyphytum coeruleum - Pachyphytum compactum - Pachyphytum fittkaui - Pachyphytum garciae - Pachyphytum glutinicaule - Pachyphytum hookeri - Pachyphytum kimnachii - Pachyphytum longifolium - Pachyphytum machucae - Pachyphytum oviferum - Pachyphytum viride - Pachyphytum werdermannii |